# Pandemija gripa H1N1 u SAD 1918.
Pandemija gripa H1N1 u SAD 1918. bila je jedna od najtežih pandemija izazvana virusom u novijoj istoriji u Sjedinjenih Američkih Država ali i celokupnog čovečanstva, koja je označena najvećom težinom 5. Kolika je bila njena težina ilustruju podaci da je na globalnom nivou, prema procenama obolelo oko 500 miliona ljudi ili jedna trećina svetske populacije, a da je broj umrlih, takođe prema proceni, bio najmanje 50 miliona širom sveta. Od tog broja u SAD je 675.000 ljudi umrlo, dok je 22 miliona stanovnika zahvatila bolest.

## Istorija
Tokom leta 1918. pandemija gripa, za koju se sada zna da je uzrokovana sojem H1N1, proširila se celom Evropom i Azijom. Samo u Španiji bilo je pogođeno 80% stanovništva, po čemu su je neki nazvali „pandemijom španskog gripa“. 
Kako se epidemija javila u poslednjoj godine Prvog svetskog rata sa američkim trupama koje su se sa fronta vratile u Sjedinjene Američke Države nakon borbi u Evropi, bolest se ubrzo pojavila u Bostonu i Filadelfiji, pre nego što se proširila širom Severne Amerike.  
Sve je počelo 19. septembra 1918. kada je grip stigao u mornaričku bazu u Filadelfiji u kojoj je za nekoliko dana 600 mornara zahvatila bolest. Devet dana kasnije, na dalje širenje gripa uticao je miting u slavu veterana Prvog svetskog rata, koji je okupio 200.000 učesnika na ulicama Filadelfije. Do 1. oktobra registrovano je 635 novih slučajeva, a nakon ovog mitinga Filadelfija je ubrzo postala grad s najvećim brojem smrtnih slučajeva od gripa u SAD-u.
Kombinacija brojnih faktora uzrokovala je da Filadelfija posebno teško pogodi epidemiju gripa. Grad je s kraja 1918. godine već imao oko 1,7 miliona stanovnika, a bilo je u gradu i dodatnih 300.000 ratnih veterana. Mnogi ljudi, posebno siromašni radnici i doseljenici iz najniže klase i Afroamerikanci, živeli su i radili u prenaseljenim, nehigijenskim uslovima. Lekari i drugo osoblje u javnom zdravstvu nisu shvatili uzrok ni lek za ovu bolest, niti su imali potrebna medicinska saznanja kako bi se pravilno borili s njom. 
Nadaljama, ne samo da nije ozbiljno shvaćena epidemija gripa, već su službenici javnog zdravstva podcjenjivali njenu ozbiljnost i precienjivali sopstvene sposobnost da epidemiju  mogu da stave pod kontrolu. 
Na tok epidemije uticala je i činjenica da je veliki broj lekara i medicinskih sestara bio  angžovana u ratnim operacijama širom Evrope, tako da je manjak medicinskog osoblja ozbiljno optereti svaku bolnicu širom SAD. Kako bi se suprotstavili ovoj pošasti pomoć zdravstvenom sistemu SAD pružali su brojni studenti, profesori i lakše oboleli od ove bolesti, koji su se dobrovoljno  prijavili za rad u bolnicama kako bi pomogli u borbi protiv epidemije.  

## Etiologija
Ovu pandemiju je izazvao virus H1N1 s genima ptičjeg porekla. Iako ne postoji univerzalni konsenzus o tome odakle virus potiče, on se proširio svietom tokom 1918. i 1919. godine. U Sjedinjenim Američkim Državama grip je prvi put identificiran među vojnim osobljem u proleće 1918. godine. Iako je virus H1N1 iz 1918. godine sintetizovan i ocenjen, svojstva koja su ga učinila tako patogenim nisu dobro shvaćena.

## Epidemiologija
Morbiditet/Mortalitet
Na globalnom nivou, procjenjuje se da je ovim virusom zaraženo oko 500 miliona ljudi ili jedna trećina svetske populacije, a da je broj umrlih, prema pproceni, bio najmanje 50 miliona širom sveta. Samo u Sjedinjenim Američkim Državama obolelo je 675.000 ljudu. 
Smrtnost je bila visoka kod ljudi mlađih od 5 godina, 20-40 godina i 65 i više godina. Velika smrtnost kod zdravih ljudi, uključujući i one u starosnoj grupi od 20 do 40 godina, što je bila jedinstvena karakteristika ove pandemije.
Ova pandemija ubila je preko 50 miliona ljudi širom sveta između 1918. i 1922. godine i zarazila otprilike jednu trećinu svetske populacije. 
U SAD-u je umrlo oko 675.000 ljudi, dok je 22 miliona zahvatila bolest. Pensilvanija, je bila jedna od država koja je najteže pogođena, jer sed suočila se sa preko 60.000 smrtnih slućajeva. Filadelfija je izgubila oko 12.000 ljudi i imala je oko 47.000 prijavljenih slučajeva u samo četiri nedelje. U samo prvih šest meseci u Filadelphiji je bilo oko 16.000 smrtnih slučajeva i pola miliona slučajeva gripa.
| Naziv                      | Datum        | Svetska populacija | Podtip                            | Stopa reprodukcije.   | Broj zaraženih                                                           | Smrti širom sveta                 | Stopa smrtnosti | Težina pandemije |
| -------------------------- | ------------ | ------------------ | --------------------------------- | --------------------- | ------------------------------------------------------------------------ | --------------------------------- | --------------- | ---------------- |
| Pandemija gripa 1889–1890. | 1889–90      | 1,53 milijarde     | Likely H3N8 or H2N2               | 2.10 (IQR, 1.9–2.4)   | 20–60% (300–900 million)                                                 | 1 miliona                         | 0.10–0.28%      | 2                |
| Pandemija gripa 1918.      | 1918–20      | 1,80 milijarde     | H1N1                              | 1.80 (IQR, 1.47–2.27) | 33% (500 million)                                                        | 20–100 million                    | 2–3%            | 5                |
| Azijski grip               | 1957–58      | 2,90 milijarde     | H2N2                              | 1.65 (IQR, 1.53–1.70) | 8–33% (0.25 – 1 billion)                                                 | 1–4 million                       | <0.2%           | 2                |
| Hong Kong grip             | 1968–69      | 3,53 milijarde     | H3N2                              | 1.80 (IQR, 1.56–1.85) | 7–28% (0.25 – 1 billion)                                                 | 1–4 million                       | <0.2%           | 2                |
| Ruski grip                 | 1977–78      | 4.28 billion       | H1N1                              | Непознато             | Непознато                                                                | Непознато                         | Непознато       | Непознато        |
| Pandemija gripa 2009.      | 2009–10      | 6,85 milijarde     | H1N1/09                           | 1.46 (IQR, 1.30–1.70) | 11-21% (0.7–1.4 billion)                                                 | 151,700–575,400                   | 0.03%           | 1                |
| Tipičan sezonski grip      | Svake godine | 7,75 milijarde     | A/H3N2, A/H1N1, B, ...            | 1.28 (IQR, 1.19–1.37) | 5–15% (340 million – 1 billion) 3–11% or 5–20% (240 million–1.6 billion) | 290,000–650,000/year              | <0.1%           | 1                |
| 2019–20 sezonski grip      | 2019–20      | 7,75 milijarde     | A(H1N1)pdm09, B/Victoria, A(H3N2) | Непознато             | 11% (800 miliona; USA, 34-49 miliona)                                    | 0,45-1,2 miliona (USA: 20–52,000) | ongoing         | 1                |

## Suzbijanje pandemije
Bez vakcine za zaštitu od infekcije gripa i bez antibiotika (koji 1918. još nisu postojali) za lečenje sekundarnih bakterijskih infekcija koje se mogu povezati s infekcijom gripom, sve se svodilo širom sveta na mere ograničene na nefarmaceutske intervencije:
- socijalnu izolaciju,
- karantin,
- pooštravanje mera ličene higijene,
- upotrebe dezinfekcijskih sredstava,
- ograničenja javnih skupova, koja su se primjenjivali neravnomerno.

Jedan od najboljih primera u borbi protiv pandemije je Univerzitet u Pensilvaniji, koji iako nije tako strašno bio pogođen kao u ostalim dijelovima Filadelfije, značajno smanjio utjecaj epidemije gripa. Preduzete su mere zabrane javnog okupljanja širom grada, a  otkazani su i mnogi univerzitetski događaji. Brojni studenti, profesori i lakše oboleli od te bolesti, dobrovoljno su se prijavili u bolnicama kako bi pomogli u borbi protiv epidemije. Zahvaljujući mnogim koracima koje su službenici Univerziteta preduzeli kako bi se suočili sa epidemijom,  pomogli su ublažavanju njenog uticaja na samo na univerzitetski kampus, već i na dobar deo Pensilvanije.

## Može li se virus sličan virusu H1N1 iz 1918. godine ponovno pojaviti i izazvati pandemiju?
Nemoguće je sa sigurnošću predvideti pojavu buduće pandemije, uključujući virus sličan onom iz 1918. godini. Pandemije nastaju kada se pojavi virus gripa na koji postoji malo, ili uopšte, ne postojećeg imunitet u ljudskoj populaciji. Međutim, smatra se da bi pandemija slična onoj iz 1918.  godine čak iako bi se ponovo javila, bila manje ozbiljna zbog pojave vakcina za sprečavanje gripe, postojećih antivirusnih lekova za lečenje gripe odobrenih od FDA i postojećeg globalnog sistema nadzora nad gripa koji održava Svetska zdravstvena organizacija.

## Spoljašnje veze
|  | Molimo Vas, obratite pažnju na važno upozorenje u vezi sa temama iz oblasti medicine (zdravlja). |